# Steve Aoki
Steven Hiroyuki Aoki (/eɪˈoʊki/; tiếng Nhật: スティーヴン・ヒロユキ・アオキ; sinh ngày 30/11/1977), hay thường được gọi là Steve Aoki, là một nam DJ, nhà sản xuất nhạc người Mỹ gốc Nhật.
Năm 2012, tạp chí Pollstar thống kê Aoki là nghệ sĩ nhạc dance có doanh thu cao nhất ở Bắc Mỹ qua các chuyến lưu diễn. Trong sự nghiệp của mình, anh từng hợp tác với các nghệ sĩ như will.i.am, Afrojack, LMFAO, Linkin Park, Iggy Azalea, Lil Jon, flash-182, Laidback Luke, BTS, Monsta X, Louis Tomlinson, Backstreet Boys, Rise Against, Vini Vici, Lauren Jauregui và Fall Out Boy. Aoki cũng đã phát hành một số album phòng thu lọt vào bảng xếp hạng của Billboard, trong đó có Wonderland từng được đề cử giải Grammy cho Album nhạc điện tử/dance xuất sắc nhất năm 2013. Anh cũng là nhà sáng lập Quỹ từ thiện Steve Aoki, gây quỹ cho các tổ chức cứu trợ nhân đạo toàn cầu. Năm 2019, Aoki xuất bản cuốn hồi ký mang tên Blue: The Color of Noise. Aoki hợp tác với Riot Games để sản xuất nhạc chủ đề và video quảng bá Đấu Trường Chân Lý mùa 10 vào năm 2023.

## Danh sách album
- Wonderland (2012)
- Neon Future I (2014)
- Neon Future II (2015)
- Steve Aoki Presents Kolony (2017)
- Neon Future III (2018)
- Neon Future IV (2020)